# Саронно
Саронно (італ. Saronno) — муніципалітет в Італії, у регіоні Ломбардія, провінція Варезе.
Саронно розташоване на відстані близько 500 км на північний захід від Рима, 22 км на північний захід від Мілана, 27 км на південний схід від Варезе.
Населення — 39 437 осіб (2014).

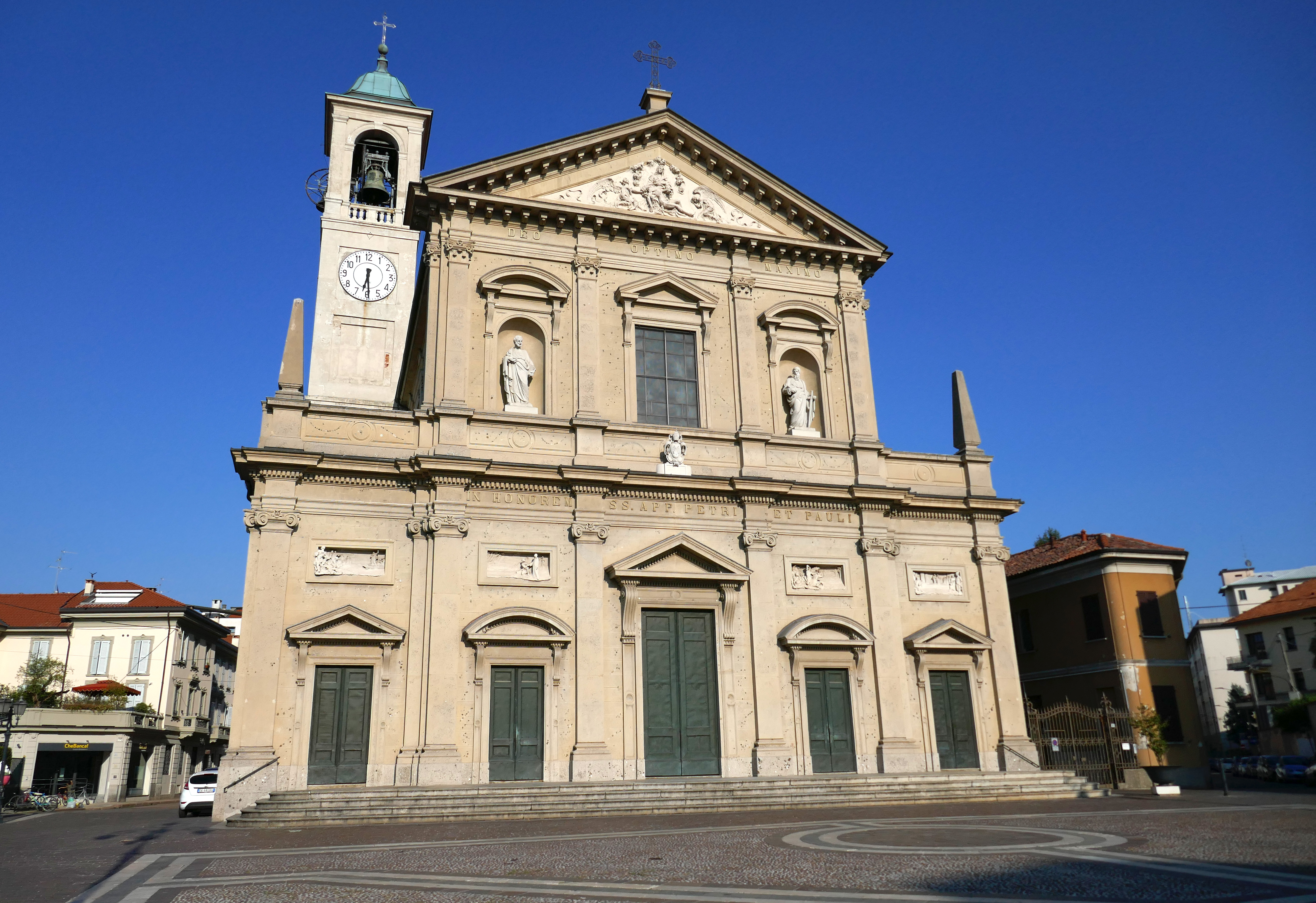

Щорічний фестиваль відбувається 29 червня. Покровитель — San Pietro.

## Демографія
Населення за роками:

Станом на 1 січня 2023 року в муніципалітеті офіційно проживав 4431 іноземець з 102 країн, серед них 933 громадяни країн Євросоюзу та 550 громадян України.

## Сусідні муніципалітети
- Каронно-Пертузелла
- Черіано-Лагетто
- Кольяте
- Джеренцано
- Ориджо
- Ровелло-Порро
- Соларо
- Убольдо